# Břetislav Dančák
Břetislav Dančák (* 9. května 1973 Krnov) je český politolog, publicista a vysokoškolský pedagog, v letech 2011 až 2019 děkan Fakulty sociálních studií, v letech 2019 až 2023 prorektor Masarykovy univerzity, od prosince 2023 velvyslanec České republiky v Polsku.

## Studium a kariéra
Narodil se v květnu 1973 v Krnově. V roce 1996 získal magisterský titul v oboru politologie na Filozofické fakultě Masarykovy univerzity, v letech 1996 až 2002 poté působil na Katedře politologie (do roku 1997 pod FF MU a od roku 1998 FSS MU) jako externí přednášející. Od července 1996 do října 2004 byl Dančák vědeckým tajemníkem Mezinárodního politologického ústavu. V roce 2002 poté získal rovněž v oboru politologie také tituly PhDr. a Ph.D., tentokrát již na Fakultě sociálních studií Masarykovy univerzity a od listopadu 2002 tak působil na jako odborný asistent Na katedře mezinárodních vztahů a evropských studií FSS MU. V listopadu 2004 se stal ředitelem Mezinárodního politologického ústavu, jímž byl do března 2009. V roce 2008 se v oboru politologie habilitoval a na Katedře mezinárodních vztahů tak začal působit jako docent. V březnu téhož roku se stal proděkanem FSS MU pro zahraniční vztahy. Ve funkci skončil v září 2011 poté, co nastoupil do funkce děkana fakulty. V září 2019 se pak stal prorektorem Masarykovy univerzity pro internalizaci a statutárním zástupcem rektora. Ve funkci působil do srpna 2023.
V letech 2008 až 2023 byl členem Vědecké rady FSS MU, v letech 2011 až 2023 vědecké rady celé univerzity a v letech 2016 až 2020 členem vědecké řady Ekonomicko-správní fakulty Masarykovy univerzity. V roce 2020 se stal členem správní rady Fulbrightovy komise.
Ve své odborné činnosti se zaměřuje na problematiku politiky zemí Visegrádské skupiny a obecně prostor Střední Evropy a Východní Evropy. Dále se zabývá mj. zahraniční politikou USA. Zabývá se také tématy energetické bezpečnosti, geopolitikou a mezinárodními institucemi jako NATO a EU.
V prosinci 2023 se stal velvyslancem České republiky v Polsku, když nahradil zesnulého Jakuba Dürra.
Dančák je ženatý a má tři děti.